# Souhvězdí Cefea
Cefeus (latinsky: Cepheus) je cirkumpolární souhvězdí severní oblohy. Leží mezi souhvězdími Malého medvěda, Draka, Labutě, Ještěrky, Kasiopeji a Žirafy. Jasnější hvězdy Cefea připomínají dům se špičatou střechou. V pořadí velikosti náleží Cefeovi 27. místo. Patří mezi starobylá souhvězdí, znal ho již antický astronom Ptolemaios. V České republice je viditelné po celý rok. Nejvýše nad obzorem je koncem podzimu (konec října — listopad).

## Původ jména
Cefeus byl král bájné Etiopie, manžel královny Kasiopei a otec Andromedy. Kasiopea se vychloubala, že je mnohem krásnější než mořské nymfy Nereidy. To rozzlobilo boha moří Poseidona, jehož manželka Amfitríté byla také Nereida. Na radu své ženy poslal mořskou obludu, aby království Cefea a Kasiopei zpustošila. Pokud chtěli své království zachránit, měli na radu věštírny obětovat svoji dceru Andromedu. Přikovali tedy Andromedu ke skále nad mořem jako oběť mořské nestvůře (na noční obloze ji představuje souhvězdí Velryby). Nakonec Andromedu osvobodil Perseus, který byl natolik okouzlen její krásou, že si ji vzal za ženu.

## Hvězdy
Cefeus je souhvězdí poměrně chudé na jasné hvězdy. Nejjasnější hvězda Alderamin (alfa Cephei) dosahuje jasnosti 2,2 mag. Jde o bílého podobra, vzdáleného 49 ly, který má 17× větší svítivost než Slunce. Alderamin v překladu znamená pravá paže. Vlivem precese se kolem roku 7 500 Alderamin stane severkou (bude nejbližší hvězdou severního nebeského pólu), nyní jí je Polárka. Beta Cephei (Alfirk) je dvojhvězda o jasnosti 3,1 mag. Perioda oběhu hvězd je 4,56 hodin. Hlavní složka soustavy, beta 1, je proměnný modrobílý obr. Dala jméno skupině proměnných hvězd typu Beta Cephei. Gama Cephei (Errai) je oranžový obr o jasnosti 3,2 mag. Bílý pulzující proměnný veleobr delta Cephei (3,5 až 4,4 mag) dal jméno samostatné skupině proměnných hvězd, které se nazývají cefeidy. Delta Cephei je dvojhvězda. V Cefeovi se vyskytuje hned několik rudých veleobrů. Jedním z nich je μ Cephei nazývaný také Granátová hvězda. Má jasnost 3,4 až 5,1 mag. Je to proměnná hvězda, která je vzdálená 5260 ly a přibližuje se ke Slunci rychlostí 19 km/s. Jde o jednu z největších známých hvězd, kdyby byla na místě Slunce, sahala by její dráha až k Saturnu. Dalšími veleobry jsou V354 Cephei (3. největší známá hvězda) a VV Cephei A (2 největší známá hvězda).

## Objekty vzdáleného vesmíru
Souhvězdím prochází pouze malá část Mléčné dráhy, a tudíž se zde nenachází mnoho jasných objektů. Nejjasnějším objektem vzdáleného vesmíru je otevřená hvězdokupa IC 1396, která je od Země vzdálená 2 700 ly. Hvězdokupa se nachází v emisní mlhovině, která je vidět jen na fotografiích s dlouhou expozicí. Dalšími jasnějšími objekty, které je možné pozorovat již menším dalekohledem, jsou například mlhovina Kosatec, otevřená hvězdokupa s mlhovinou, která má označení NGC 7380, nebo mladá hvězdokupa NGC 7160.
Ostatní objekty jsou poněkud slabší. Jde například o tři velmi staré otevřené hvězdokupy NGC 188, NGC 7142 a NGC 6939, nebo naopak velmi mladé hvězdokupy NGC 7510 a NGC 7235. Poněkud nevýrazná je otevřená hvězdokupa NGC 7261. Cefeus také hostí jednu planetární mlhovinu NGC 40, emisní mlhovinu Sh2-155 a galaxii NGC 6946, která je známá kvůli častým výbuchům supernov. V souhvězdí se nachází i jedna slabá kulová hvězdokupa s označením Palomar 1.